# Skalat
Skalat (ukrajinsky Скалат) je město v Ternopilské oblasti na Ukrajině. K roku 2015 v něm žilo přes čtyři tisíce obyvatel.

## Poloha
Skalat leží v Pidvoločyském rajónu Ternopilské oblasti. Od Ternopilu, správního střediska oblasti, je vzdálen přibližně dvaatřicet kilometrů severovýchodně.

## Dějiny
První písemná zmínka je z roku 1512. V roce 1600 za panování Zikmunda III. Vasy se Skalat stal městem. Až do roku 1722 byl součástí ruského vojvodství Polsko-litevské unie. Po prvním dělení Polska připadl Skalat do Haliče. Mezi lety 1809 až 1815 byl postoupen Rusku. Na Vídeňském kongrese ho získalo opět habsburské impérium, jehož součástí zůstal do roku 1918.
Po konci první světové války se Skalat stal krátce od listopadu 1918 součástí Západoukrajinské lidové republiky. V polsko-ukrajinské válce jej ale do července 1919 dobylo Polsko a polské držení východního Haliče následně schválila v listopadu i Pařížská mírová konference. V rámci druhé Polské republiky patřil Skalat do Tarnopolského vojvodství.
Na začátku druhé světové války obsadil Skalat v letech 1939 až 1941 Sovětský svaz a následně jej obsadilo od roku 1941 do roku 1944 nacistické Německo.

### Rodáci
- Oleksandr Julianovyč Kulčyckyj (1895–1980), psycholog a sociolog
- Ephraim Avigdor Speiser (1902–1965), archeolog
- Leo Bauer (1912–1972), německý politik